# Ciclón Pam
El ciclón tropical severo Pam (designación RSMC Nadi: 11F, designación JTWC: 17P) es considerado como el mayor desastre natural en la historia de Vanuatu. Un total de entre 15 y 16 personas perdieron directa o indirectamente la vida y otras más resultaron lesionadas. Esto lo convierte en el más mortífero en la cuenca del Pacífico sur desde el paso del ciclón Evan de 2012 el cual mató a 14 personas en Samoa. Los impactos del ciclón fueron sentidos también, aunque en menor magnitud, en otras islas del Pacífico sur, notablemente en las islas Salomón, Tuvalu y Nueva Zelanda. El Pam es el segundo más intenso del océano Pacífico sur según su presión barométrica, después del ciclón Zoe de 2002; también es el tercero más intenso del hemisferio sur por la misma medición, sólo superado por el Zoe de 2002 y el Gafilo de 2004. Además, el Pam tuvo la velocidad de vientos sostenidas en 10 minutos más elevada que cualquier otro ciclón tropical del Pacífico sur, empatado con los ciclones Orson y Mónica por tener los vientos más intensos que en cualquier otro ciclón del hemisferio sur.
El Pam se formó el 6 de marzo al este de las islas Salomón y se desplazó lentamente en dirección sur, mientras se intensificaba de forma gradual. Dos días después, la perturbación alcanzó la intensidad de ciclón tropical y, sobre los siguientes días, siguió intensificándose gradualmente antes de alcanzar la categoría cinco o su equivalente en las escalas de Saffir-Simpson y la australiana el 12 de marzo. Al siguiente día, los vientos máximos sostenidos en 10 minutos del Pam alcanzaron los 250 km/h (135 nudos) mientras se desplazaba a través de Vanuatu, provocando un golpe directo a su archipiélago. El 14 de marzo, los vientos del Pam empezaron a disminuir, sin embargo su presión barométrica bajó más hacia un mínimo de 896 hPa, unos 26,46 pulgadas de mercurio antes de incrementarse posteriormente. Sobre los siguientes días, el debilitamiento del ciclón se aceleró mientras se desplazaba en dirección polar. El 15 de marzo, el Pam pasó al noreste de Nueva Zelanda antes de convertirse en ciclón extratropical el mismo día.
En su trayecto inicial, el ciclón provocó marejadas ciclónicas en Tuvalu, forzando a la declaración de un estado de emergencia después que el 45 % de la población quedara damnificada. Se registraron lluvias torrenciales en el sureste de las islas Salomón, particularmente en el archipiélago de la Santa Cruz. En Vanuatu, se activaron todos los servicios de emergencia y se pusieron a disposición todo el personal de rescate tomando en cuenta que tenía el potencial en convertirse en uno de los más mortíferos de la nación. Se registraron daños catastróficos mientras la tormenta se desplazaba por todo el archipiélago, particularmente en Efate, las islas de Tafea de Erromango, Tanna y la capital Port Vila. El ciclón dañó la mayoría de la estructura de Vanuatu. Se estimó que el 90 % de la infraestructura fue dañada, las telecomunicaciones paralizadas y el agua potable escaseada por el sistema. Después de esto, el Pam, durante su estadio debilitativo, trajo vientos intensos y oleaje ciclónico a la isla Norte de Nueva Zelanda.

## Historial meteorológico

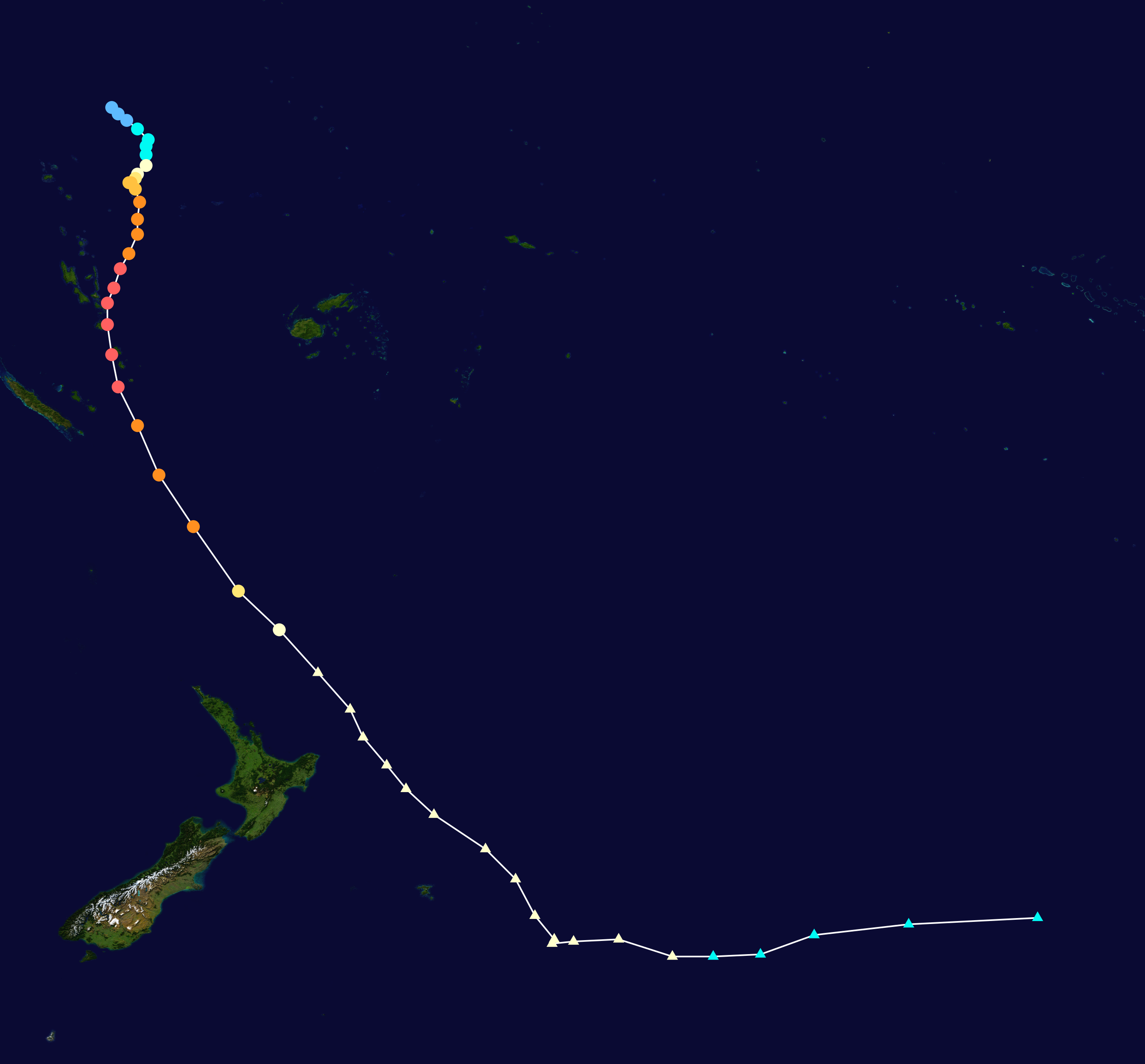
Trayectoria del ciclón Pam, según la escala de huracanes de Saffir-Simpson.

Los orígenes del Pam se remontan a una perturbación tropical, denominado como 11F, el cual el servicio meteorológico de Fiyi o RSMC Nadi inició a observarlo a partir del 6 de marzo de 2015 a 1.140 kilómetros al noroeste de la ciudad fiyiana de Nadi. El sistema fue situado por debajo de una cresta de magnitud alta de alta presión y dentro de un área de condiciones favorables para una intensificación adicional con una cizalladura vertical de viento débil. Como resultado, los modelos de predicción climática anticiparon la formación de un significativo ciclón tropical sobre los días siguientes. La perturbación se situó al este de las islas Salomón y lentamente se fortaleció, alcanzando la intensidad de depresión tropical el 8 de marzo. La estructura del sistema y su área de precipitaciones permanecieron estacionarios hasta el siguiente día, cuando la formación de bandas nubosas acopladas a su centro de circulación de magnitud baja propiciaron a que el RSMC Nadi promoviese el sistema a la categoría uno de ciclón tropical en la escala australiana de ciclones tropicales, asignándole el nombre: Pam. Las condiciones atmosféricas a ese tiempo fueron ligeramente favorables para seguir fortaleciéndolo mientras la tormenta continuaba en desplazarse a lo largo de la periferia sur de una cresta a su norte.
Después de su nombramiento y alrededor del mediodía del 9 de marzo, el Pam empezó a girar en dirección sur. Los modelos computarizados continuaron en apuntar la posibilidad de una rápida intensificación del ciclón a medida que se aproxime a Vanuatu. Un fortalecimiento significativo en la estructura del Pam tomó lugar por el resto del día e inicios del 10 de marzo. El centro de circulación del ciclón rápidamente profundizó, con la nubosidad central densa en la parte superior persistiendo en intensidad. A las 18:00 UTC del 10 de marzo, el servicio meteorológico de Fiyi lo promovió a la categoría tres, convirtiéndolo en un ciclón tropical severo (equivalente en lo que respecta a la cuenca del Atlántico norte, Pacífico central y oriental a huracán mayor). Brevemente después, las imágenes en procesamiento de microondas revelaron un ojo primordial de aspecto irregular desarrollándose dentro del Pam; esto empezó a aparecer a simple vista a partir del 11 de marzo. En ese día, el Pam se estacionó por cuatro veces al este de las islas Santa Cruz antes de reiniciar su desplazamiento al suroeste hacia finales del 11 de marzo. El ojo de la tormenta continuó en calentarse a medida que la nubosidad en la parte superior se enfriaba alrededor de las 12:00 UTC. El RSMC Nadi lo evaluó y afirmó que el Pam había alcanzado la categoría cinco en la escala australiana de ciclones tropicales. Seis horas después, el Centro Conjunto de Advertencia de Tifones (JTWC por sus siglas en inglés) afirmó que también había alcanzado la categoría cinco en la escala de huracanes de Saffir-Simpson mientras se encontraba al este de Penama.

Animación procesada de satélite mostrando al Pam impactando sobre Vanuatu.

A inicios del 13 de marzo, la JTWC también midió su máximo pico de intensidad de vientos sostenidos en un minuto de 270 km/h (145 nudos) mientras se encontraba muy cerca de Vanuatu. Varias horas después, el ciclón empezó a girar hacia el sur-sureste, permitiéndose pasar justamente al este de Efate. A ese tiempo, el servicio meteorológico de Fiyi estimó que el Pam presentaba un récord de vientos sostenidos en 10 minutos de 250 km/h (135 nudos). Los vientos del ciclón se debilitaron gradualmente después mientras se desplazaba al oeste de Tafea. Sin embargo, RSMC Nadi indicó que el la presión barométrica del ciclón bajó hacia un mínimo de 896 hPa (26,46 pulgadas de mercurio) el 14 de marzo, convirtiéndolo en el segundo ciclón tropical más intenso en la cuenca del Pacífico sur desde el ciclón Zoe de la temporada de 2002. Esta intensidad fue breve, pues la presión central del Pam inició a incrementarse después mientras aceleraba hacia el sureste. Después de las 12:00 UTC de aquel día, el Pam salió del área de responsabilidad del RSMC Nadi y entró al área de responsabilidad del Centro de Advertencia de Ciclón Tropical en Wellington (TCWC Wellington por sus siglas en inglés), el cual estimó que se había debilitado a categoría cuatro en la escala australiana el 15 de marzo, luego de mantener la categoría cinco por 36 horas. Brevemente después, el ojo de la tormenta se desvaneció y su actividad convectiva fue desplazada de su circulación de magnitud baja, significando una fase de rápido debilitamiento. A finales del 15 de marzo, ambas agencias dejaron de emitir avisos cuando el Pam se convirtió en ciclón extratropical mientras afectaba al noreste de Nueva Zelanda, aunque el ciclón siguió desplazándose generalmente al este por unos días hasta el 22 de marzo, cuando fue absorbido por un frente frío.

## Efectos en Vanuatu
| Después de todo el desarrollo que habíamos hecho por el último par de años y este gigantesco ciclón vino y lo destruyó... toda la infraestructura, el gobierno había... construido. Completamente destruido. —Presidente de Vanuatu Baldwin Lonsdale |

Para el 12 de marzo, la Oficina Nacional de Manejo de Desastres de Vanuatu activó todos los centros de operaciones en emergencia del país. Las autoridades reportaron dificultades en contactar a las islas periféricas donde había poca infraestructura. En esas áreas, avisaron a los residentes a identificar refugios cercanos en caso de que la evacuación fuese necesaria. Por todo el país, los residentes pasaron el día 22 de marzo abasteciéndose de suministros para estar preparados para el ciclón. La Federación Internacional de Sociedades de la Cruz Roja y de la Media Luna Roja declaró que sus voluntarios se encontraban en espera para las evaluaciones en Fiyi, islas Salomón y Vanuatu una vez que la tormenta pasase. Los suministros de agua y sistemas de procesamiento de agua potable fueron preparadas para los países. El director de la Oficina de Manejo de Desastres, Peter Korisa, aviso que sí el Pam impactase a la capital Port Vila podría ser peor que el ciclón Uma de 1987 el cual mató a 50 personas y causó daños cuantificados en USD $150 millones.

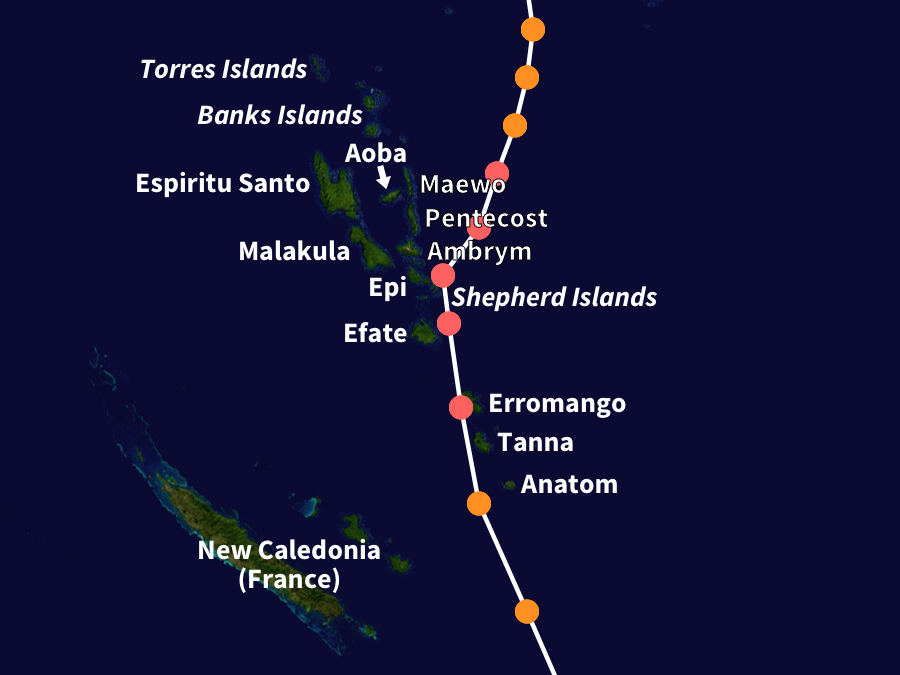
Trayectoria ampliada del ciclón Pam entre el 12 y 14 de marzo que representa su trayecto en relación a las islas Vanuatenses.

En la mañana del 17 de marzo, se confirmaba la muerte de 11 personas (seis de Efate y cinco de Tanna) y 30 lesionados, sin embargo, se espera que esos datos incrementen a medida que los equipos de emergencias cubran a toda las islas. También existen reportes extraoficiales de 44 muertes en muchas localidades destruidas por la tormenta. Según la UNICEF, al menos 132.000 personas habían quedado damnificadas por el Pam, de quienes 54.000 son niños. Las comunicaciones por todo el país fueron lisiadas, con solamente una torre de telecomunicaciones activa en Port Vila. El servicio de energía eléctrica fue devastado y las autoridades estimaron que podría haberse tomado semanas en repararlo. Cuatro días después del paso de la tormenta, cerca de 60 de las islas inhabitadas de la nación permanecieron aisladas del mundo exterior. La UNICEF estimó que cerca del 90% de los edificios de Vanuatu habían sido afectados por el Pam. Hospitales, escuelas y el servicio de agua potable fueron comprometidos o destruidos. El periodista Michael McLennan en Port Vila comparó los efectos del Pam como una bomba: "Es como sí una bomba había caído... es realmente bastante apocalíptico". Sune Gudnitz, presidente de la Oficina de Naciones Unidas para la Coordinación de Asuntos Humanitarios (OCHA por sus siglas en inglés), declaró que el Pam fue en efecto el peor de los escenarios para Vanuatu.
Los daños catastróficos más significativos se percibieron en las islas de Erromango y Tanna. La comunicación con las islas fue completamente dañada durante la tormenta y el primer contacto con los residentes no ocurrió hasta dos días después del paso del Pam. Un piloto quien voló a las islas reportó que toda la infraestructura había sido lisiada, con cada una de estas dañadas severamente o destruidas. Los edificios de concreto soportaron a la tormenta, pero perdieron sus tejados. Los residentes reportaron dos muertes en Tanna, aunque no había sido confirmada por las autoridades. Además, no había agua potable en la isla. Aproximadamente el 95% de los hogares de Tongoa fueron reportadas como completamente destruidas.

## Otras naciones del Pacífico Sur
El ciclón Pam tuvo impactos directos en Nueva Caledonia y las islas Salomón. También afectó indirectamente al archipiélago las islas-naciones de Fiyi, Tuvalu y Kiribati.

### Tuvalu
Antes de la formación del Pam, las inundaciones de las mareas los cuales alcanzaron los 3,4 metros el 19 de febrero de 2015, causaron daños considerables a las carreteras por toda las islas que conforman a Tuvalu. Entre el 10 y 11 de marzo, se registraron marejadas entre los 3 y 5 metros de altura asociadas al ciclón que barrieron las áreas bajas de las islas de Tuvalu. Los atolones: Nanumea, Nanumanga, Niutao, Nui, Nukufetau Nukulaelae y Vaitupu fueron los más afectados. Se reportaron daños significativos a la agricultura e infraestructura. La isla más lejana tuvo los daños más graves, con un inundado en su totalidad. Un estado de emergencia fue subsecuentemente declarada el 14 de marzo. Los suministros de agua potable en Nui fueron contaminadas por el agua del mar que lo convirtieron en no aptas para el consumo. Según el primer ministro de Tuvalu Enele Sopoaga, 10.000 personas que suponen el 45% de la población fueron desplazadas.

### Islas Salomón
A inicios del desarrollo del ciclón Pam, éste produjo lluvias torrenciales y vientos de fuerza galerna sobre las provincias salomonenses de Malaita, Makira-Ulawa y Temotu. Los árboles y cultivos fueron aplanados y los residentes se refugiaron en escuelas y cuevas luego que sus casas fueran destruidas. Las precipitaciones fueron particularmente intensos sobre las islas Santa Cruz, donde se acumuló en 24 horas un total de 495 milímetros. Las precipitaciones intensas continuas propiciaron la evacuación de 500 estudiantes en Guadacanal oeste.

### Fiyi
Aunque no estuvo en el trayecto principal del Pam, las autoridades en Fiyi avisaron a los residentes de las áreas bajas de una inundación potencial de las bandas nubosas externas del sistema. El 11 de marzo, la división norte de Fiyi activó sus centro de operaciones de emergencias y dirigió cautelosamente las medidas a tomar, con la expectativa de una inundación repentina y costera de las marejadas ciclónicas. El 12 de marzo, se identificaron los refugios de emergencias para posibles evacuaciones. Los temores acerca de la suceptibilidad de la infraestructura fiyiana a los fuertes vientos y las inundaciones fueron expresados por la Oficina de Manejo de Desastres. A finales de aquel día, los operadores de crucero anunciaron que los viajes a las islas Yasawa serían cancelados debido a la tormenta. Anticipándose de las condiciones peligrosas del ciclón, la etapa cinco de la Vuelta al mundo a vela fue pospuesta hasta aproximadamente las 01:00 UTC del 16 de marzo. Otros residentes fueron advertidos a no aventurarse en el mar mientras el Pam se desplazaba cerca.

### Nueva Caledonia

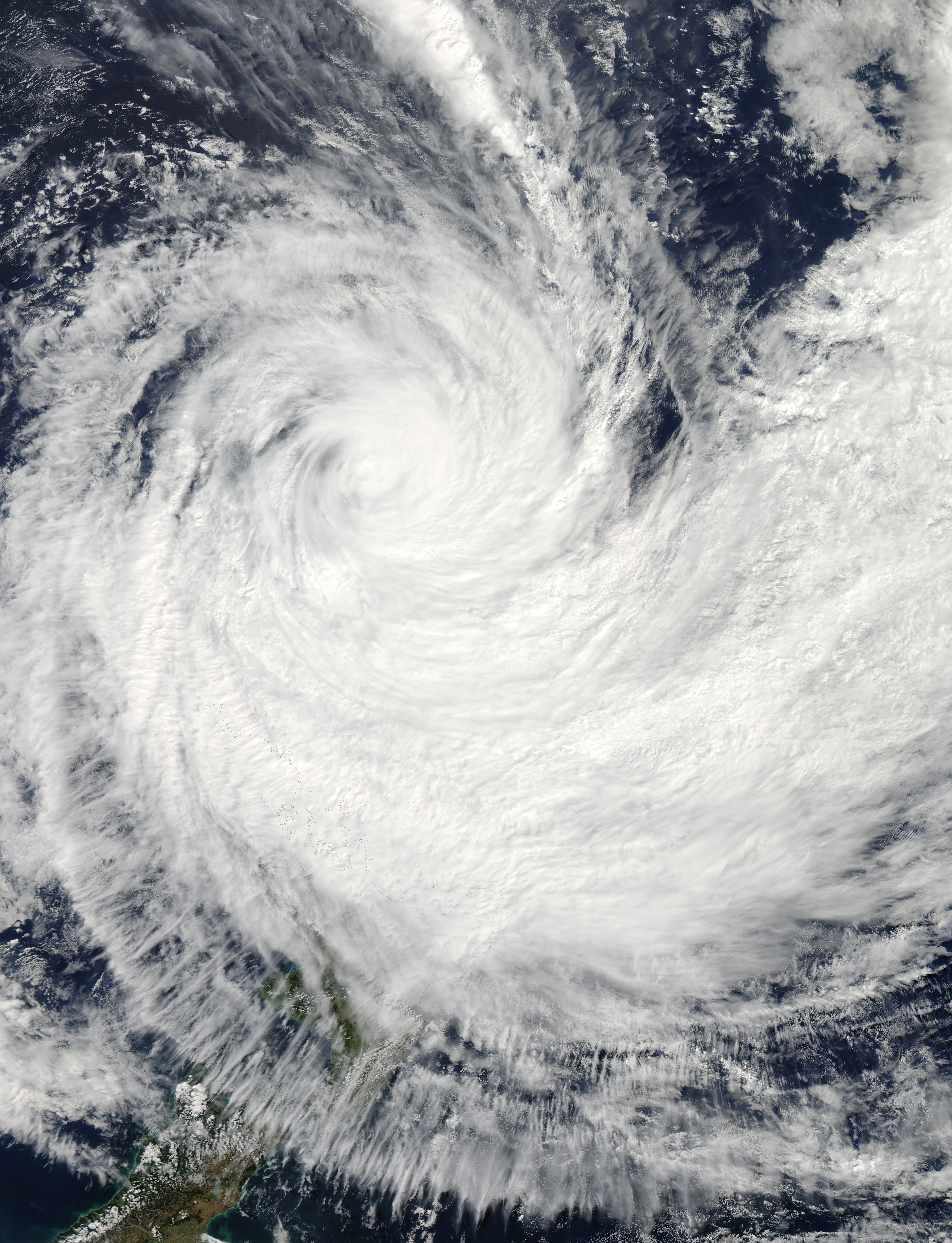
Imagen de satélite procesada mostrando al ciclón tropical severo Pam convirtiéndose en ciclón extratropical al noreste de Nueva Zelanda el 15 de marzo.

Una alerta preciclónica fue emitida en Nueva Caledonia como medida de precaución. El 13 de marzo a mediodía (hora local), fue promovida al primer nivel de alerta ciclónica para las islas de la Lealtad y para la isla de Los Pinos. El segundo y máximo nivel de alerta ciclónica fue emitida a las 03:00 tiempo local del 14 de marzo para las islas Maré y Lifou, que finalizó a las 17:00 y 20:00 tiempo local del mismo día. Todas las alertas fueron canceladas el domingo 15 de marzo a las 08:00 tiempo local. 
En conjunto, los daños materiales fueron relativamente leves, con unos pocos árboles caídos, tejados soplados y solamente 26 personas en necesidad de un refugio de emergencia (18 en Maré y 8 en Lifou. A la altura de la tormenta, un máximo de 6.000 habitantes sufrieron apagones, pero el servicio de energía eléctrica fue restaurado fácil y rápidamente a la vasta mayoría. Como fue percibido por la población de islas de la Lealtad, el peor daño fue las pérdidas en la cosecha de ñame, el cual afectó a numerosas comunidades de las islas Maré y Lifou quienes dependen de esta fruta como medio de subsistencia para su distribución y presencia en las ceremonias de bodas tradicionales.

### Nueva Zelandia
Las autoridades de Defensa Civil en Nueva Zelandia emitieron avisos de tiempo severo, afirmando que los remanentes del ciclón Pam podrían traer daños sin precedentes a muchas áreas de la costa noreste de la isla Norte. Se pronosticó un oleaje de entre 6 y 8 metros de altura con una posibilidad de daño potencial, excediendo al provocado por el ciclón Bola de 1988, que impactó a la isla Norte en 1988.
El 15 de marzo, los vientos de fuerza galerna empezaron a afectar la costa norte de la isla Norte y continuó hasta el siguiente día, con ráfagas de 144 km/h en Kaeo y de 144 km/h en Hicks Bay. En la región de Gisborne, al menos 100 personas fueron desalojadas voluntariamente para prevenir futuras eventualidades. También se registraron apagones en el distrito de Whangarei. Las lluvias torrenciales acumularon 200 milímetros en áreas entre Hicks Bay y Gisborne. A lo largo de la costa, las olas alcanzaron los 4,5 metros de altura en Tutukaka y entre 5 y 6 metros de altura en Tolaga Bay. El ciclón también trajo temperaturas frías por toda la isla norte y la porción norte de la isla Sur.
Tiempo después, la tormenta trajo vientos de 140 km/h en las islas Chatham (una población de solo 650 habitantes), propiciando la declaración de emergencia de defensa civil. Árboles caídos cortaron la electricidad a varias porciones de las islas, aunque no se reportaron daños significativos. Doce personas buscaron albergue en un refugio público. Un muelle en la parte norte de las islas fue dañada por el oleaje intenso.

## Consecuencias
Mientras asistía a la Conferencia Mundial sobre la Reducción del Riesgo de Desastres en Japón, el presidente de Vanuatu, Baldwin Lonsdale solicitó asistencia internacional para su pueblo.